# Distretto di Sarysu
Il distretto di Sarysu (in kazako: Сарысу ауданы) è un distretto (audan) del Kazakistan con  capoluogo Žańatas.